# Hilaira
Hilaira là một chi nhện trong họ Linyphiidae.